# داشخاني (ميانكوه)
داشخاني (بالفارسية: کلاته بهبودی) هي قرية تقع في إيران في Miankuh Rural District. يقدر عدد سكانها بـ 39 نسمة .